# Born from Pain
I Born From Pain sono un gruppo punk hardcore/metalcore con influenze thrash metal, proveniente dai Paesi Bassi e formatosi nel 1997,

## Storia del gruppo
Hanno fatto tour in tutta Europa, negli Stati Uniti e in Giappone, suonando con gruppi del calibro degli Hatebreed, dei Madball, degli Zero Mentality, dei Six Feet Under, dei Soulfly e degli Agnostic Front. Nel marzo del 2007 il frontman Che ha lasciato la band per motivi personali, venendo rimpiazzato temporaneamente da Carl Schwartz, leader dei First Blood, e Scott Vogel dei Terror.

La band in seguito ha trovato un nuovo cantante, Kevin Otto degli End Of Days, gruppo tedesco deathcore, ma quest'ultimo viene sostituito per problemi alla voce dal bassista Rob Franssen, che per evitare la dualità del suo ruolo, preferisce lasciare il basso, il quale verrà successivamente impugnato da Andries Beckers e poi da Pete Gorlitz.

## Formazione

### Formazione attuale
- Rob Franssen – voce
- Dominik Stammen – chitarra
- Karl Fieldhouse – chitarra
- Pete Gorlitz - basso
- Igor Wouters - batteria

### Ex componenti
- Ché Snelting – voce
- Servé Olieslagers - chitarra
- Stefan van Neerven – chitarra
- Marijn Moritz - chitarra
- Wouter Alers – batteria
- Pieter Hendriks - batteria
- Kevin Otto – voce
- Andries Beckers - basso
- Roy Moonen – batteria

## Discografia
Album in studio
- 2002 - Reclaiming The Crown
- 2003 - Sands of Time
- 2005 - In Love With The End
- 2006 - War
- 2009 - Survival
- 2012 - The New Future
- 2014 - Dance With The Devil
- 2019 - True Love

EP
- 1999 - Immortality